# 大浜海浜公園

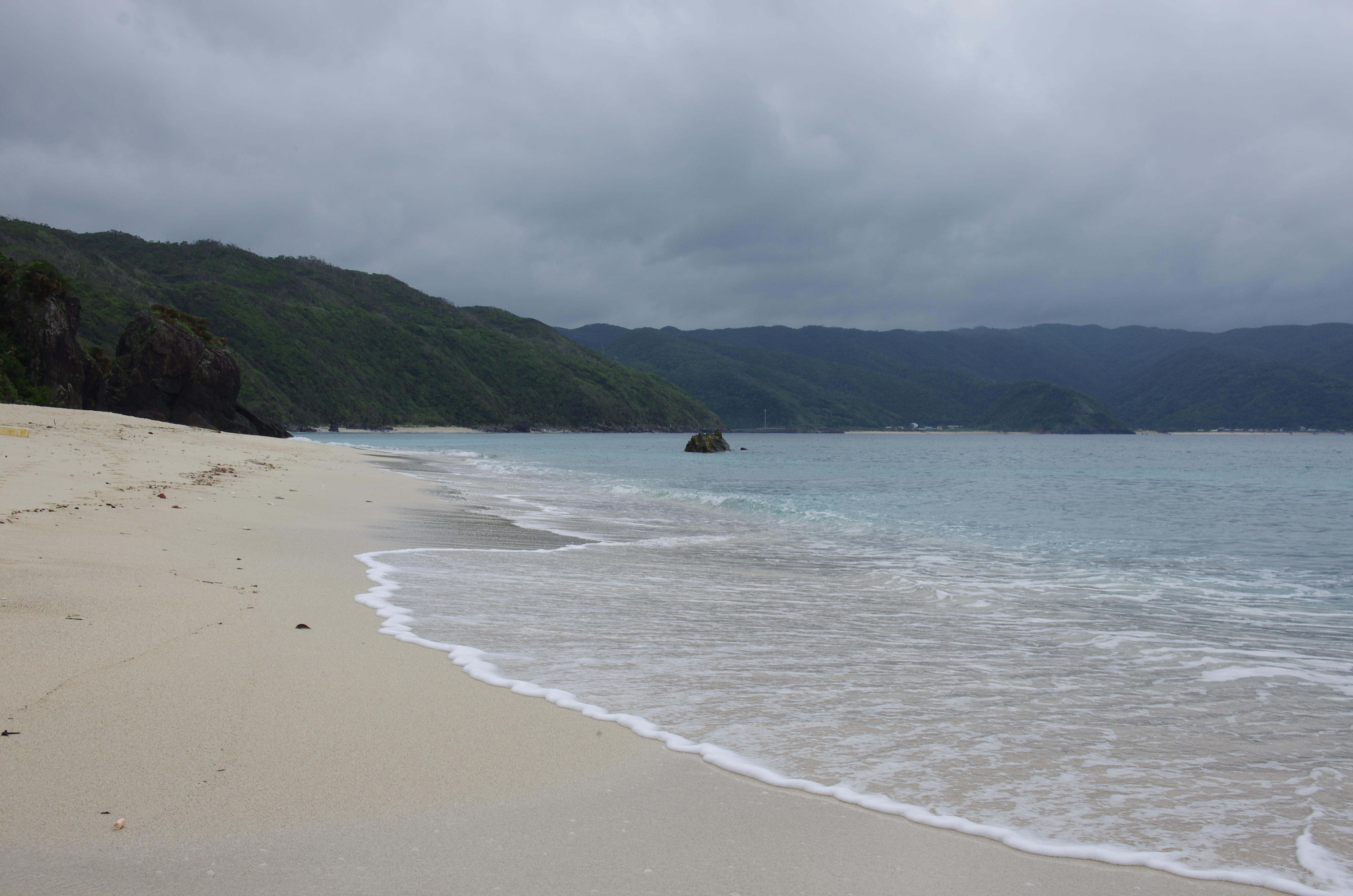
海岸の様子

大浜海浜公園（おおはまかいひんこうえん）は、鹿児島県の奄美大島中部の奄美市にある公園。奄美群島国立公園（旧奄美群島国定公園）内に位置する。

## 概要
海水浴場としても使われている砂浜海岸と隣接地の芝生庭園、奄美海洋展示館（水族館）、キャンプ場などから成る。
奄美市の市街地から自動車で20分ほどで行け、美しい夕陽が見られるため、人気の観光地となっているが、市街地から一般の路線バスは通じていない。しまバスのこしゅく(小宿)第1公園停留所から鹿児島県道79号名瀬瀬戸内線の坂道を上り、峠を超えて歩くと40分ほどかかる。
1996年に日本の渚百選に、1998年には環境省の日本の水浴場55選に選定されている。
2006年には快水浴場百選にも選ばれているが、外海に面しているため浜からすぐに大人の背以上の水深となり、波があることも多いので注意を要する。泳ぎが得意でなければ、波の穏やかな土盛海岸などを利用する方が安心。
隣接地に2006年12月に健康体験交流施設「タラソ奄美の竜宮」が開館したが、2023年6月から休館することになった。